# Verson
Verson ist eine französische Gemeinde mit 3927 Einwohnern (Stand 1. Januar 2022) im Département Calvados in der Region Normandie. Sie gehört zum Arrondissement Caen sowie zum Kanton Caen-1.

## Etymologie
Verson leitet sich aus dem romanischen Patronym Vercius ab. Am Ende gibt es die lateinische Eigentumsnachsilbe -o / -onis.

## Geografie
Verson liegt rund sieben Kilometer südwestlich von Caen. Die Autobahn A84 zwischen Caen und Rennes
überquert teilweise die Gemeinde.
Angrenzende Gemeinden sind Saint-Manvieu-Norrey, Carpiquet, Bretteville-sur-Odon, Thue et Mue, Mouen, Baron-sur-Odon, Fontaine-Étoupefour und Éterville.
An der südlichen Gemeindegrenze verläuft der Fluss Odon, der sechs Kilometer weiter in die Orne mündet. In Verson gliedert sich der Odon in die beiden Seitenarmen Petit Odon und Grand Odon.

### Geologie

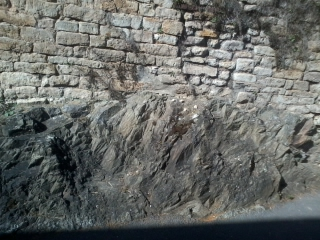
Schiefer und Kalk im Vieux-Verson.

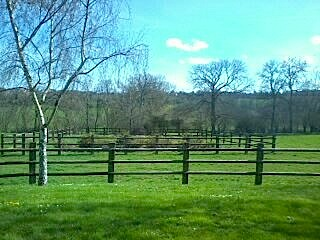
Odonbecken im Westen von Verson.

Das Gemeindegebiet weist eine Hügellandschaft auf. Die Deckschicht besteht aus Kalk aus der Jurazeit. Allerdings kommen im Flussbett des Odon (an der Grenze zwischen Verson und Fontaine-Étoupefour) Schiefer (Flysch von Laize) aus dem Proterozoikum zum Aufschluss.
Die Gemeinde liegt an der Grenze zwischen dem armorikanischen Massiv und dem Pariser Becken.

## Bevölkerungsentwicklung
| Jahr                       | 1962 | 1968 | 1975 | 1982 | 1990 | 1999 | 2007 | 2018 |
| Einwohner                  | 1335 | 1380 | 1743 | 2215 | 3153 | 3580 | 3651 | 3649 |
| Quellen: Cassini und INSEE |      |      |      |      |      |      |      |      |

## Sehenswürdigkeiten
- Kirche Saint-Germain aus dem 12. Jahrhundert, seit dem 21. Mai 1910 als Monument historique registriert.[3] Innen ist ein Christus auf dem Kreuz aus dem 16. Jahrhundert

in die Liste der historischen Gegenstände aufgenommen worden.
- Ein Kreuz im Friedhof ist ebenfalls seit dem 4. Oktober 1932 in die Liste der historischen Gegenstände aufgenommen worden.
- Manoir de la Fontaine, Herrenhaus aus dem 16. Jahrhundert, seit dem 17. April 1933 Monument historique.[5]

## Gemeindepartnerschaften
Mit der deutschen Gemeinde Hambühren in Niedersachsen besteht seit 1992 eine Gemeindepartnerschaft.

## Persönlichkeiten
- Léopold Sédar Senghor (1906–2001), erster Präsident Senegals, war seit 1957 in zweiter Ehe mit Colette Hubert verheiratet, die aus der Normandie stammte. Er ist in Verson gestorben, wo er seine letzten Lebensjahre verbrachte. Ihm zu Ehren wurde eine Skulptur errichtet „Der Baobab und der Apfelbaum“.
- Ella Palis (* 1999), französische Fußballspielerin, wuchs in Verson auf.

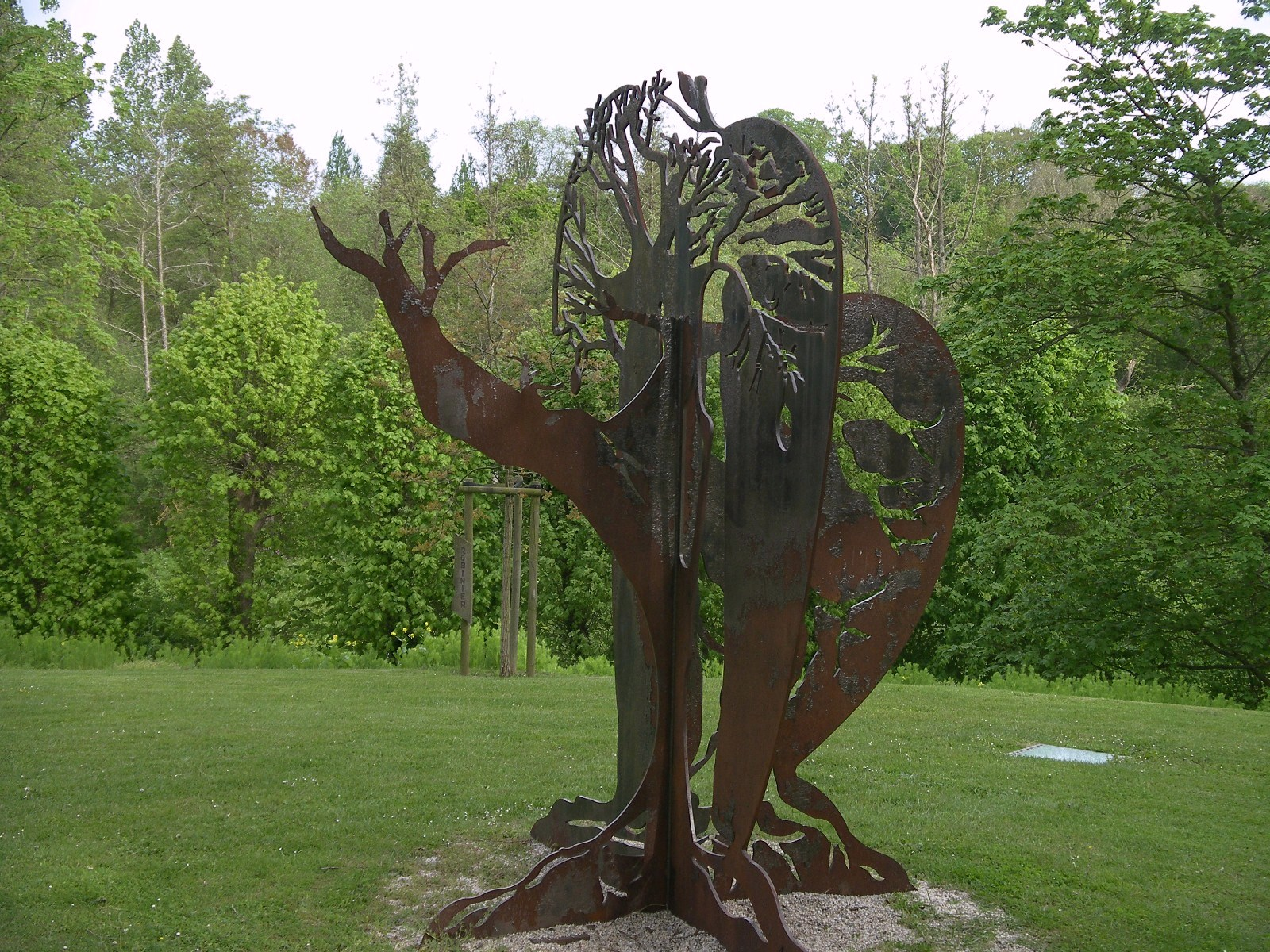
Skulptur Le baobab et le pommier